# Aphanostola
Aphanostola là một chi bướm đêm thuộc họ Gelechiidae.